# Schellingwouderbrug
De Schellingwouderbrug (brug nr. 55P) is een verkeersbrug over het Buiten IJ in Amsterdam. De brug verbindt het Zeeburgereiland (Amsterdam-Oost) en Amsterdam-Noord met elkaar. In het verlengde van de Schellingwouderbrug ligt de Amsterdamsebrug over het Amsterdam-Rijnkanaal tussen het Zeeburgereiland en de Zeeburgerdijk, nabij het Flevopark (Indische Buurt).
De Schellingwouderbrug ligt iets ten oosten van het dorp Schellingwoude, waaraan hij zijn naam ontleent. De brug is geopend in 1957 en was de eerste vaste oeververbinding tussen Amsterdam-Noord en de rest van de stad. De brug is uitgevoerd met twee rijstroken en fiets- en voetpaden. De brug heeft een beweegbaar gedeelte. Zie voor ontwerp van de brug het artikel in OTAR van Jaap Rus. Ten westen van de brug liggen de Oranjesluizen. Ten oosten van de brug ligt sinds 1990 de Zeeburgertunnel, onderdeel van de Ringweg om Amsterdam.

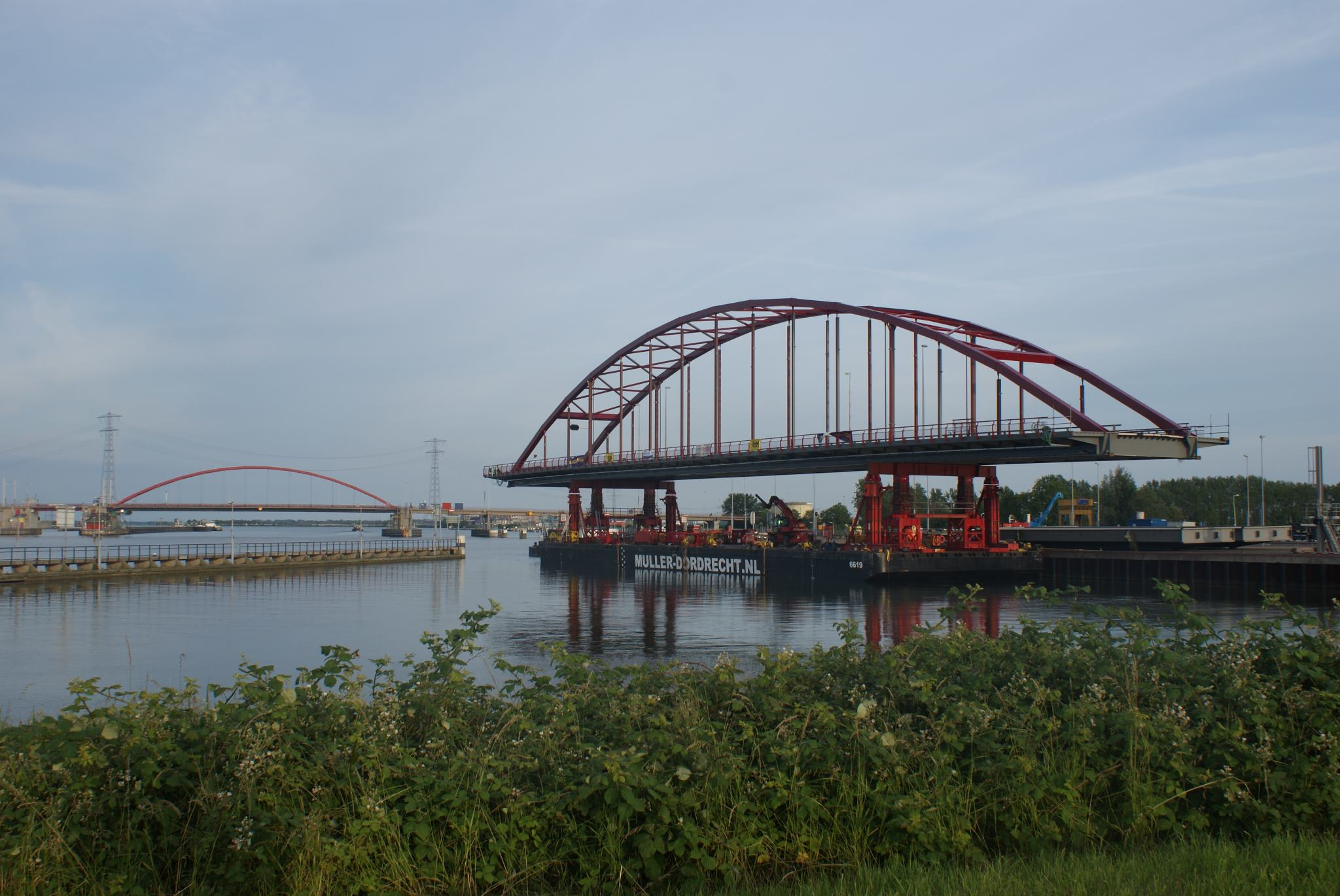
Nieuwe boogconstructie Schellingwouderbrug

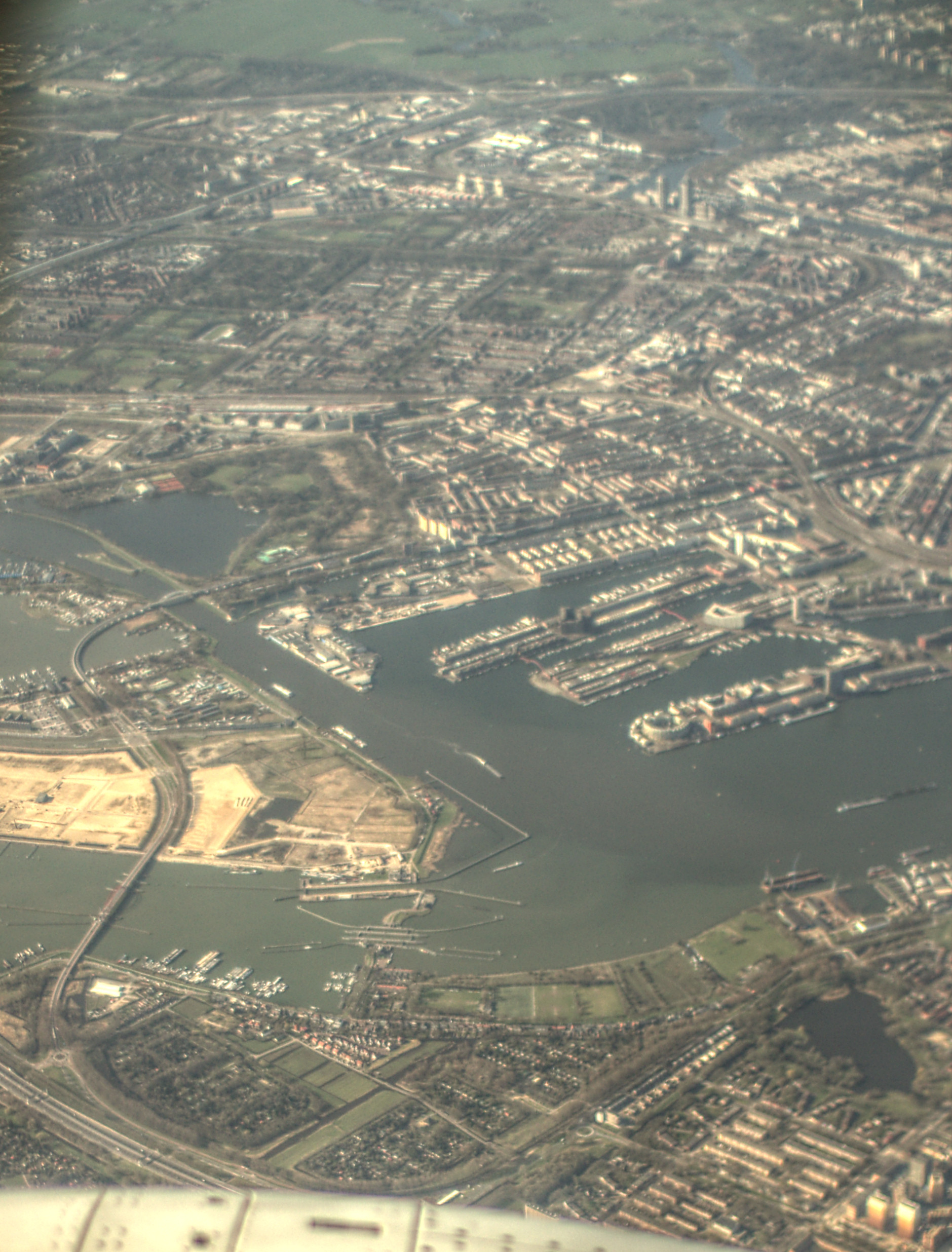
Uitzicht op Zeeburg en de Zuiderzeeweg naar het westen. De Schellingwouderbrug ligt geheel linksonder; april 2013

Tussen 2011 en 2014 is de brug door Rijkswaterstaat gerenoveerd. De brug is toen voorzien van een nieuw brugdek en een nieuwe boogconstructie. Daarnaast zijn de aanbruggen gerenoveerd. Om de brug veiliger te maken zijn de fiets- en voetpaden breder gemaakt. In het laatste stadium van de renovatie zijn ook de voetgangerstrappen vervangen. Eind 2014 waren alle werkzaamheden gereed.
Amsterdamsebrug ·
Beltbrug ·
Benno Premselabrug ·
Berlagebrug ·
Blauwbrug ·
Coentunnel ·
Cuyperspassage ·
Tweede Coentunnel ·
Diaconessenbrug ·
Duivendrechtsebrug ·
Enneüs Heermabrug ·
Fietstunnel Hempontplein ·
Van Hallbrug ·
Hembrug ·
Hemtunnel ·
Hogesluis ·
Hortusbrug ·
Houtmanspoorbrug (Singelgrachtbrug) ·
IJ-tunnel ·
Jan van Galenbrug ·
Jan Schaeferbrug ·
Kattenslootbrug ·
Kinkerbrug ·
Kortjewantsbrug ·
Magere Brug ·
Meeuwenpleinbrug ·
Michiel de Ruijtertunnel ·
M.S. Vaz Diasbrug ·
Nesciobrug ·
Nieuwe Amstelbrug ·
Odebrug ·
Oetewalerbrug ·
Overtoomse Sluis ·
Piet Heintunnel ·
Rotterdammerbrug ·
Rozenoordbrug ·
Scharrebiersluis ·
Schellingwouderbrug ·
Schinkelbrug ·
Spaarndammertunnel ·
Théophile de Bockbrug ·
Torontobrug ·
Utrechtsebrug ·
Westerkeersluis ·
Wiegbrug ·
Willemsbrug (Singelgracht) ·
Zeeburgerbrug ·
Zeeburgertunnel ·
Zeilbrug